# Piotr Bazanow
Piotr Wasiljewicz Bazanow (ros. Пётр Васильевич Базанов, ur. 10 stycznia 1923 we wsi Ramieszki w powiecie wołokamskim w guberni moskiewskiej (obecnie w rejonie szachowskim w obwodzie moskiewskim), zm. 4 września 2003 w Moskwie) – radziecki lotnik, generał porucznik lotnictwa, Bohater Związku Radzieckiego (1944).

## Życiorys
Od 1934 mieszkał w mieście Lublino (obecnie część Moskwy), w 1939 skończył szkołę uniwersytetu fabryczno-zawodowego, później pracował jako ślusarz, w 1941 ukończył aeroklub w Podolsku. Od lutego 1941 służył w armii, w lipcu 1942 ukończył Kaczyńską Wyższą Wojskową Szkołę Lotniczą dla Pilotów ewakuowanej do Krasnego Kuta i został lotnikiem 13 zapasowego pułku myśliwskiego w Kuźniecku, a w sierpniu 1942 lotnikiem 3 gwardyjskiego pułku lotnictwa myśliwskiego w miejscowości Sejma (obecnie Wołodarsk). Od października 1942 do maja 1945 uczestniczył w wojnie z Niemcami jako lotnik, starszy lotnik, zastępca dowódcy i dowódca eskadry 3 gwardyjskiego pułku lotnictwa myśliwskiego, walczył na Froncie Kalinińskim (październik–listopad 1942), Stalingradzkim (listopad 1942–styczeń 1943), Południowym (styczeń–marzec 1943), Północno-Kaukaskim (czerwiec–lipiec 1943), Woroneskim (lipiec–październik 1943), 1 (październik 1943–lipiec 1944) i 4 Ukraińskim (lipiec 1944–maj 1945). Brał udział w bitwie pod Stalingradem, operacji rostowskiej, walkach na Półwyspie Tamańskim, operacji biełgorodzko-charkowskiej, sumsko-pryłuckiej, kijowskiej, żytomiersko-berdyczowskiej, korsuń-szewczenkowskiej, lwowsko-sandomierskiej, wschodniokarpackiej, zachodniokarpackiej, morawsko-ostrawskiej i praskiej. 9 czerwca 1943 został ranny w walce powietrznej w rejonie Krymska w Kraju Krasnodarskim. Wykonał 316 lotów bojowych i stoczył 60 walk powietrznych, w których strącił osobiście 18 i w grupie 6 samolotów wroga.
Po wojnie dowodził eskadrą w Karpackim Okręgu Wojskowym, później w Orle, w 1946 ukończył kursy doskonalenia kadry dowódczej w Lipiecku, 1950-1951 był pomocnikiem dowódcy pułku lotnictwa myśliwskiego obrony przeciwlotniczej w Orle, od marca 1951 do marca 1952 pracował w Zarządzie Przysposobienia Bojowego 64/52 Armii Obrony Przeciwlotniczej w Moskwie jako starszy lotnik-inspektor, od marca do czerwca 1953 jako starszy oficer-lotnik był komenderowany do Chin, gdzie zajmował się zagadnieniami organizacji obrony przeciwlotniczej Chin, 1953–1955 był starszym lotnikiem-inspektorem Wydziału Przysposobienia Kadr Lotniczych w Zarządzie Instytucji Wojskowo-Edukacyjnych Sił Powietrznych. W 1958 ukończył Akademię Wojskowo-Powietrzną w Monino i został dowódcą 86 gwardyjskiego pułku lotnictwa myśliwskiego w Odeskim Okręgu Wojskowym, 1960–1964 był zastępcą dowódcy 16 Gwardyjskiej Dywizji Lotnictwa Myśliwskiego w Grupie Wojsk Radzieckich w Niemczech, a od lipca 1964 do grudnia 1967 dowódcą 126 Dywizji Lotnictwa Myśliwskiego w Grupie Wojsk Radzieckich w Niemczech. W 1967 został zastępcą dowódcy, w 1970 I zastępcą dowódcy, a w maju 1972 dowódcą 1 Samodzielnej Dalekowschodniej Armii Powietrznej w Chabarowsku (do kwietnia 1974), w 1973 ukończył wyższe kursy akademickie przy Wojskowej Akademii Sztabu Generalnego. Od 1974 do 1981 był zastępcą szefa przysposobienia bojowego Sił Powietrznych, od marca 1981 do października 1985 naczelnikiem Służby Bezpieczeństwa Lotów Sił Powietrznych, w październiku 1985 zakończył służbę wojskową. Później został konstruktorem w moskiewskiej fabryce helikopterów Mila. 16 sierpnia 1966 otrzymał tytuł zasłużonego lotnika wojskowego ZSRR. Miał honorowe obywatelstwo Iwano-Frankiwska.

## Awanse
- starszy sierżant (1942)
- młodszy porucznik (29 marca 1943)
- porucznik (19 sierpnia 1943)
- starszy porucznik (27 października 1943)
- kapitan (4 kwietnia 1944)
- major (7 czerwca 1945)
- podpułkownik (8 czerwca 1954)
- pułkownik (4 lipca 1955)
- generał major lotnictwa (23 lutego 1967)
- generał porucznik lotnictwa (4 listopada 1973)

## Odznaczenia
- Złota Gwiazda Bohatera Związku Radzieckiego (26 października 1944)
- Order Lenina (26 października 1944)
- Order Rewolucji Październikowej (16 lutego 1982)
- Order Czerwonego Sztandaru (dwukrotnie, 27 sierpnia 1943 i 7 lutego 1944)
- Order Wojny Ojczyźnianej I klasy (trzykrotnie, 18 grudnia 1942, 3 lutego 1944 i 11 marca 1985)
- Order Czerwonej Gwiazdy (trzykrotnie, 21 czerwca 1943, 22 lutego 1955 i 30 grudnia 1956)
- Order „Za służbę Ojczyźnie w Siłach Zbrojnych ZSRR” III klasy (30 kwietnia 1975)
- Medal Za Zasługi Bojowe (1951)
- Krzyż Wojenny Czechosłowacki 1939 (Czechosłowacja, 1946)

I medale ZSRR i inne odznaczenia zagraniczne.